# Mayne Islands
Die Mayne Islands sind eine Inselgruppe östlich der Region Auckland im Norden der Nordinsel von Neuseeland.

## Geographie
Die Inselgruppe besteht aus den zwei Inseln Rabbit Island und Takangaroa Island, die sich rund 2 km westlich der Insel Kawau Island in der Kawau Bay befinden. Zum Festland weisen die Inseln nach Norden eine Entfernung von rund 2,6 km auf und nach Südwesten rund 1,7 km. Zwischen den beiden Inseln, die in einer Entfernung von rund 880 m in Nord-Süd-Richtung gegenüberliegen, befinden sich etwa in der Mitte einige aus dem Wasser ragende Felsen, die knapp unter der Wasseroberfläche in Verbindung stehen.

## Rabbit Island
Die rund 225 m lange und bis zu 155 m breite Insel ist die nördliche der beiden Insel. Sie weist eine maximale Höhe von 24 m auf und besitzt eine Ausdehnung von knapp 2 Hektar. Die zum geringeren Teil mit Bäumen bewachsenen Insel ist bewohnt und verfügt an ihrer südwestlichen Seite über einen rund 60 m langen Bootssteg.

## Takangaroa Island
Die südlichere Insel der Inselgruppe ist mit rund 4,2 Hektar gut doppelt so groß wie die nördlichere Schwesterinsel. Sie besitzt eine Längenausdehnung von rund 340 m in Nord-Süd-Richtung und misst an ihrer breitesten Stelle in Ost-West-Richtung rund 295 m. Ihre höchste Erhebung kommt auf 21 m. Die Insel ist fast gänzlich bewaldet.